# Cerco de Sófia
O Cerco de Sófia ocorreu em 1382 ou 1385, dependendo da fonte, durante a conquista otomana da Bulgária no final do século XIV. Incapaz de defender seu país do Império Otomano, o imperador da Bulgária, João Sismanes, concordou em tornar-se um vassalo otomano em 1373 e, para completar a humilhação, acabou obrigado a ceder a sua irmã, Kera Tamara, famosa por sua beleza, como esposa para o sultão Murade I. Em troca, os otomanos devolveriam algumas fortalezas que haviam sido tomadas. Apesar da paz, no início da década de 1380, os otomanos reiniciaram as hostilidades e cercaram a importante cidade de Sófia, que comandava as principais vias de comunicação da Bulgária para a Sérvia e para a Macedônia.
Há poucos registros sobre o cerco em si, mas sabe-se que depois de algumas tentativas fracassadas de tomar a cidade de assalto, o comandante otomano, Lala Shahin Paxá chegou a cogitar levantar o cerco e recuar. Porém, um renegado búlgaro conseguiu atrair o governador da cidade, o bano Januca, para fora da fortaleza para uma caçada e entregou-o aos turcos. Sem liderança, os búlgaros se renderam. A muralha da cidade foi destruída foi destruída e uma guarnição otomana se instalou na cidade. Com o caminho para o noroeste livre, o exército otomano seguiu adiante e capturou Pirot e Naísso em 1386, criando uma cunha entre a Sérvia e a Bulgária.

## 2
1. 1 2 3  Андреев, p. 283
2. 1 2  «20. The Decline of the Second Bulgarian Empire» (em búlgaro)